# Segnalazione certificata di agibilità
La segnalazione certificata di agibilità è un atto previsto in Italia certificante che una unità immobiliare rispetta tutti i requisiti di legge necessari per garantire alle persone di vivere in tutta sicurezza e in pieno comfort nei locali. Dal 2016 sostituisce il certificato di abitabilità/ di agibilità.

## Disciplina normativa
Il riferimento normativo principale è contenuto nel Testo unico dell'edilizia,  come modificato dal d.lgs 25 novembre 2016, n. 222. 
È una certificazione burocratica rilasciata dall'ufficio tecnico del comune italiano dov'è situato il fabbricato e viene emessa dopo la fine dei lavori (di realizzazione o di ristrutturazione), dopo che un tecnico abilitato (in genere diverso dal progettista e dal direttore dei lavori) ha eseguito un collaudo e ha certificato la sussistenza di tutti i criteri di legge.

## Contenuto
La certificazione dell'agibilità attesta la sussistenza delle condizioni di sicurezza, igiene, salubrità, risparmio energetico degli edifici e degli impianti negli stessi installati, valutate secondo quanto dispone la normativa vigente.
L'agibilità non certifica solo la sicurezza, ma anche il rispetto di tutte le norme tecniche relative alle costruzioni in generale e all'edificio in oggetto in particolare. Se, ad esempio, durante il collaudo di un appartamento, il collaudatore attesta che la superficie finestrata di una stanza è minore del valore di 1/8 della superficie della stanza stessa (questa è una norma di igiene) l'agibilità non può essere rilasciata, perché il fabbricato non rispetta tutte le norme imposte alle costruzioni per civile abitazione.
Il certificato è necessario per poter dichiarare allo Stato che in quel locale vi possono andare ad abitare o a lavorare persone; è quindi indispensabile per fare un cambio di residenza, per aprire un'attività commerciale, ecc.

## Modalità di richiesta
L'agibilità è subordinata al rispetto di tutte le norme e le leggi relative alla costruzione dell'edificio, sia che si siano eseguite opere di nuova costruzione o di ristrutturazione edilizia, e per ottenerla è necessario presentare all'Ufficio tecnico del comune:
- la domanda di iscrizione in catasto;
- la certificazione di corretta esecuzione degli impianti in base alla legge vigente (attualmente è il D.M. n. 37 del 22 gennaio 2008, pubblicato in Gazzetta Ufficiale n. 61 del 12 marzo 2008);
- il certificato di collaudo delle strutture, che attesta che il tutto è stato realizzato secondo il progetto depositato.

Se è tutto in ordine, il rilascio del certificato è un atto d'obbligo al quale il comune non può opporsi. In realtà il vero responsabile del rilascio del certificato è il collaudatore.

## Revoca
Il certificato può essere revocato in diversi casi:
- nel caso in cui il fabbricato abbia subito dei danni strutturali, per esempio dopo un terremoto o un incidente, tali da compromettere la stabilità dell'edificio e, quindi, la sicurezza delle persone. In questo la competenza è dei Vigili del Fuoco.
- nel caso in cui siano state fatte degli interventi edilizi abusivi che abbiano infranto anche una sola delle norme tecniche in vigore (non si può revocare l'agibilità se si costruisce abusivamente una veranda sul terrazzo né se si allarga una finestra - si commettono altri tipi di reato - mentre se si ristruttura l'impianto elettrico senza averlo certificato allora si rischia la revoca).

Quando viene modificata una norma tecnica, molto spesso i fabbricati costruiti con la norma precedente diventano automaticamente fuori norma. Ma l'agibilità non può essere revocata, perché la struttura è stata realizzata seguendo le norme in vigore all'atto della presentazione del progetto al comune, ed è pertanto regolare. Se si dovesse fare richiesta per dei lavori da eseguire su un edificio che non rispetta alcune norme tecniche aggiornate, può essere richiesto dal comune, pena la negazione dell'autorizzazione, di eseguire quelle opere che renderebbero a norma la struttura (se si ristruttura un appartamento con impianto elettrico non a norma, si è obbligati comunque a modificare l'impianto - anche se non servisse per i lavori - per portarlo in sicurezza).

## Abitabilità e agibilità
Un tempo le due caratteristiche erano distinte: l'edificio agibile era quello che rispettava solo una parte delle norme tecniche (calcoli strutturali, igiene e altro); mentre l'abitabilità veniva rilasciata in seguito quando erano state completate le opere e solo per gli immobili residenziali. Poteva essere revocata una sola o entrambe queste certificazioni. Grazie alle opere di snellimento delle pratiche burocratiche, è stata soppressa l'abitabilità, le cui competenze sono confluite interamente nell'agibilità.